# Kalininsko-solncevska linija
Kalininsko-solncevska linija (Кали́нинско-Солнцевская ли́ния, IPA: [kəˈlʲinʲɪnskə ˈsontsəfskəjə ˈlʲinʲɪjə] ) (Linija 8; Rumena linija) je linija Moskovske podzemne železnice, ki jo trenutno sestavljata dva ločena dela. Vzhodni del je bil leta 1979 odprt kot Kalininska linija, prve postaje Solncevskega radija pa so bile odprte leta 2014. Trenutno je na vzhodnem delu 8 postaj, na zahodnem pa 14. Po letu 2023 naj bi bila oba dela združena. Za razlikovanje obeh odsekov, se novejši zahodni del imenuje Linija 8A ali Solncevska linija.

## Zgodovina
Pilotna stopnja linije, v okviru katere se je razširila s Taganske skozi Lefortovo in v vzhodne rajone Perovo, Novogirejevo ter Vešnjaki, je bila odprta za poletne olimpijske igre 1980. Linija nosi vse lastnosti arhitekture in inženiringa poznih 70. let. Arhitekti niso bili več pod pritiskom za ekonomične dizajne in estetiko ter so imelo polno svobodo za uporabo naprednih materialov.
Inženirji so uspeli vpeljati nove dizajne, zlasti za stolpični postaji Marksistska in Aviamotorna, ki sta bili zgrajeni brez prsnih prečk, kar je zaradi opuščanja uporabe cevi vodilo v velikanske časovne prihranke. Plitko stolpična postaja Novogirejevo je pokazala svojo opustitev prejšnjih strižnih korenin s povečevanjem medstolpične širine s 6 m na 7,5 m.
To, kar dela linijo unikatno, je njeno ime, saj je bila prvotno poimenovana po Kalininskemu rajonu, skozi katerega je deloma potekala in ki je v 90. letih izginil. Tako je linija edina moskovska linija, ki nosi ime po osebi, Mihailu Kalininu, in ne območju, ki mu služi.
Leta 1986 je bila odprta prva razširitev linije, ko je bila odprta postaja Tretjakovska, tretja medplatformna postaja Moskovske podzemne železnice. Načrtovano je bilo, da se bo linija nadaljevala in se povezala s postajo Arbatska Arbatsko-pokrovske linije, kar bi omogočilo, da bi se je ločila in je bila stara trasa Aleksandrovski Sad–Ploščad Revoljuciji ponovno uporabljena, Kalininska linija, ki je delovala do Kijevske postaje, pa bi se razširila proti jugozahodu.
To ni bilo uresničeno in načrti za zahodno razširitev so zaradi finančne nestabilnosti 90. let in drugih prioritet obstali za več kot dva desetletja.
Z odprtjem Velike obročaste linije se je trasa spremenila tako, da je vključevala nove postaje, začasno pa je bila zaprta postaja Delovoj Centr. 24. februarja je bila postaja Delovoj Centr Kalininsko-solncevske linije zaprta, 26. februarja pa je bila odprta postaja Delovoj Centr Velike obročaste linije. Vlaki s postaje Ramenki zdaj nadaljujejo pot proti severu na Veliko obročasto linijo pri Šelepihi do Petrovskega parka.
Prvotna trasa linije skozi Delovoj Centr je odražala dejstvo, da Solncevska veja nima aktivnega železniškega delovišča. Vlaki se premaknejo s te postaje na Arbatsko-pokrovsko linijo in naprej na Izmailovo dvorišče. Ker Velika obročasta linija uporablja Izmailovo dvorišče, lahko vlaki zdaj delujejo vzdolž nove trase do Petrovskega parka in naprej do dvorišča. Istočasno ni nobene časovnice za ponovno odprtje Delovojega Centra. Da bi končali centralno vejo linije do Tretjakovske postaje, bi lahko trajalo več let, saj se gradnja še ni začela.